# Веллути, Джованни
Джова́нни Веллу́ти (итал. Giovanni Velluti; род. 20 января 1969, Рим) — итальянский пианист.

## Биография
Родился 20 января в Риме. Учился у Альдо Мантиа, Серджио Фьорентино и наконец в Академии Святой Цецилии у Родольфо Капорали. 
Известен, прежде всего, как исполнитель виртуозного романтического репертуара, включая не только произведения Шопена и Листа, но и Карла Таузига, Морица Мошковского, Адольфа фон Гензельта и других авторов. 
Много выступает также как аккомпаниатор — в 1993—2007 гг. постоянно сопровождал выступления Кати Риччарелли. 
В 2006 году выпустил альбом с басом Карло Лепоре.
Преподаёт фортепианый аккомпанемент и лирический репертуар в Консерватории Святой Цецилии в Риме.